# Nereisana
Nereisana là một chi bướm đêm thuộc họ Noctuidae.